# Dan Ticktum
Daniel Charles Anthony "Dan" Ticktum (Londen, 8 juni 1999) is een Brits autocoureur. In 2017 en 2018 was hij winnaar van de Grand Prix van Macau. Tussen 2017 en juni 2019 maakte hij deel uit van het Red Bull Junior Team. Tussen 2019 en 2021 was Ticktum onderdeel van de Williams Driver Academy, het opleidingsprogramma van Williams.

## Carrière
Ticktum begon zijn autosportcarrière in het karting in 2008. In 2011 behaalde hij zijn eerste grote successen met titels in de Kartmasters British Grand Prix, het British MSA Cadet Championship en het Super 1 National Comer Cadet Championship. In 2012 stapte hij over naar het CIK-FIA European KF3 Championship en werd tiende, alsmede een achtste en een elfde plaats in de KF3-klasse van respectievelijk de WSK Euro Series en de WSK Master Series als beste rookie. In 2013 won hij de KFJ-klasse van de Andrea Margutti Trophy en werd hij tweede in het CIK-FIA European KF-Junior Championship en vierde in de WSK Euro Series. In 2014 werd hij tweede in de KFJ-klasse van de WSK Super Master Series en vierde in het CIK-FIA European KF-Junior Championship.

### 2015
In 2015 maakte Ticktum zijn debuut in het formuleracing in de nieuwe MSA Formula voor Fortec Motorsports en kwam daarnaast uit in enkele races van de Eurocup Formule Renault 2.0 en de Formule Renault 2.0 NEC voor Koiranen GP. In de MSA Formula won hij twee races op Donington Park en nog een race op het Snetterton Motor Racing Circuit. Tijdens de laatste race van het voorlaatste raceweekend op Silverstone haalde hij tien coureurs in terwijl de race geneutraliseerd was en crashte uiteindelijk met titelrivaal Ricky Collard. Voor dit vergrijp kreeg hij van de Britse nationale autosportbond een ban van twee jaar, waarvan één voorwaardelijk, waarin hij niet deel mag nemen aan races, maar wel in testsessies mocht rijden.

### 2016
In 2016 keerde Ticktum terug in de autosport en maakte zijn Formule 3-debuut tijdens het laatste raceweekend van het Europees Formule 3-kampioenschap op de Hockenheimring voor het team Carlin ter voorbereiding op de Grand Prix van Macau.

### 2017
In 2017 maakte Ticktum de overstap naar de Eurocup Formule Renault 2.0, waarin hij uitkwam voor het team Arden International. Tevens nam het Formule 1-team Red Bull Racing hem op in het Red Bull Junior Team, het talentenprogramma van de renstal. Op de Hungaroring behaalde hij zijn eerste overwinning in het kampioenschap en met 134 punten eindigde hij als zevende in het klassement. Later dat seizoen maakte hij ook zijn debuut in de GP3 Series bij het team DAMS als vervanger van Matthieu Vaxivière vanaf het raceweekend op het Autodromo Nazionale Monza. In de seizoensfinale op het Yas Marina Circuit behaalde hij zijn eerste podiumfinish en met 34 punten werd hij elfde in de eindstand. Aan het eind van het jaar reed hij voor Motopark in de Grand Prix van Macau, die hij won nadat leiders Ferdinand Habsburg en Sérgio Sette Câmara in de laatste bocht afzonderlijk van elkaar crashten.

### 2018
In 2018 keerde Ticktum fulltime terug naar de Europese Formule 3, waarin hij opnieuw uitkwam voor Motopark. Tijdens het seizoen behaalde hij vier zeges op de Hungaroring, de Norisring, Spa-Francorchamps en Silverstone. Met 308 punten werd hij achter Mick Schumacher tweede in de eindstand. Daarnaast debuteerde hij dat jaar in de Japanse Super Formula als vervanger van Nirei Fukuzumi bij het Team Mugen tijdens twee races. In zijn eerste race op het Sportsland SUGO viel hij uit, maar in zijn tweede race op de Fuji Speedway eindigde hij als elfde. Aan het eind van het jaar keerde hij terug naar de Grand Prix van Macau, die hij voor de tweede keer wist te winnen. Aansluitend nam hij dat jaar deel aan de seizoensfinale van de Formule 2 op het Yas Marina Circuit bij het team BWT Arden als vervanger van de naar de Formule E vertrokken Maximilian Günther. In de eerste race eindigde hij als elfde, maar in de tweede race viel hij uit.

### 2019
In 2019 keerde Ticktum terug in de Super Formula bij het Team Mugen. Na de eerste drie races, waarin hij enkel in de seizoensopener op het Suzuka International Racing Course een punt behaalde met een achtste plaats, werd hij door Red Bull uit hun opleidingsprogramma gezet vanwege zijn slechte resultaten. Hierdoor verloor hij zijn Super Formula-zitje aan Patricio O'Ward. Aansluitend nam hij nog deel aan enkele races van het Formula Regional European Championship voor Van Amersfoort Racing en nam hij voor de vierde keer deel aan de Grand Prix van Macau, waarin hij voor Carlin dertiende werd na een crash in de kwalificatierace.

### 2020
In 2020 maakte Ticktum zijn fulltime debuut in de Formule 2 bij het team van DAMS. Tijdens het vierde raceweekend op Silverstone wist hij zijn eerste overwinning in het kampioenschap te behalen. Ook op het Autodromo Nazionale Monza boekte hij een overwinning, maar werd hij gediskwalificeerd omdat hij niet voldoende brandstof in zijn auto had na afloop van de race. Hij stond in drie andere races op het podium, waardoor hij met 96,5 punten elfde werd in het kampioenschap.

### 2021
In 2021 bleef Ticktum actief in de Formule 2, maar stapte hij over naar het team van Carlin. Hij won twee races op het Circuit de Monaco en op het Sochi Autodrom, en in de rest van het seizoen stond hij nog vijf keer op het podium. Tijdens het seizoen werd hij echter uit het talentenprogramma van Williams gezet. Met 159,5 punten werd hij achter Oscar Piastri, Robert Shwartzman en Zhou Guanyu vierde in de eindstand.

### 2022
In 2022 debuteert Ticktum in de Formule E bij het NIO 333 FE Team.